# Бахе, Паулус
Паулус Бахе (дат. Paulus Bache; 18 марта 1882 года, Копенгаген — 29 февраля 1956 года, там же) — датский виолончелист. Сын художника Отто Бахе.
Окончил Королевскую Датскую консерваторию (1898), ученик Альберта Рюдингера. Затем совершенствовал своё мастерство в Лейпциге у Юлиуса Кленгеля. Вернувшись в Копенгаген, в 1902 г. дебютировал как концертирующий исполнитель; затем ещё некоторое время учился в Париже. В 1910—1915 гг. концертмейстер виолончелей Берлинского филармонического оркестра. Затем вернулся в Данию. Много выступал как ансамблист, в том числе в составе фортепианного трио (с Вальтером Майер-Радоном и Герхардом Рафном), в струнном квартете Гунны Бройнинг-Сторм и др. В 1926—1953 гг. вёл класс виолончели в консерватории.